# Forschungs- und Technologiezentrum Westküste

Das Forschungs- und Technologiezentrum Westküste (FTZ Westküste) ist ein in Büsum, Kreis Dithmarschen gelegenes Forschungszentrum der Christian-Albrechts-Universität Kiel.
Im 1988 gegründeten Zentrum arbeiten 40 Mitarbeiter an interdisziplinärer, angewandter und regionalspezifischer Forschung im Wattenmeer und der angrenzenden Küstenzone. Die Mitarbeiter arbeiten in sechs Forschungsbereichen:
- CORELAB – Gruppe Küstenmodellierung
- CORELAB – Gruppe Systeme der Fernerkundung
- ECOLAB – Gruppe Ökologie mariner Tiere
- ECOLAB – Gruppe Küstenökosysteme
- GEOLAB – Gruppe Küstengeowissenschaften
- GEOLAB – Gruppe Meeresmesstechnik

Von besonderer Bedeutung sind die Forschungen für den Küsten- und Umweltschutz. Neben Labors steht dem Zentrum mit der Egidora auch ein Forschungsschiff zur Verfügung. Bei der Egidora handelt es sich um ein Katamaran, der 15 m lang und 6 m breit ist. Das Schiff besteht aus besonders widerstandsfähigem, glasfaserverstärktem Kunststoff. Die Kosten beliefen sich auf 950.000 Euro und wurden je zur Hälfte mit Mitteln des Landes Schleswig-Holstein und der Deutschen Forschungsgemeinschaft finanziert.